# Walt Morey
Walt Morey, född 3 februari 1907 i Hoquiam, död 12 januari 1992 i Wilsonville, var en amerikansk författare. Han skrev en rad barn- och ungdomsböcker, varav flera har översatts till svenska. Hans böcker har vanligtvis någon form av vildmarkstema förlagt till nordvästra USA eller Alaska och en handling som kretsar kring förhållandet mellan människa och djur.